# انتحار فاشل
الانتحار الفاشل هي محاولة انتحار فاشلة لقتل النفس وإزهاق الروح نتيجة سوء تدبير في طرق الانتحار، ولقد حاول أكثر من عشرين مليون شخص الانتحار خلال القرن العشرين حسب إحصائيات حديثة ولكن باءت محاولتهم بالفشل، ويعزى ذلك إلى جهلهم في استخدام طرق الانتحار، ولكن معظمهم ينجحون بالمحاولة في المستقبل.